# Pasquale Alécce
Pasquale Alécce (Motta San Giovanni, 21 aprile 1887 – Roma, 1955) è stato un imprenditore italiano.

## Biografia
Pasquale Alécce nasce in provincia di Reggio Calabria il 21 aprile 1887, è figlio di Antonio Alécce e Francesca Squillaci.
Si laurea in chimica all'Università di Messina, e fa presto ritorno a Motta San Giovanni dove lavora nella farmacia di paese e crea i suoi primi medicinali. I suoi farmaci iniziano a circolare nella zona e nei paesi vicini, fino ad arrivare nelle principali città del sud Italia tra cui Messina, Catania, Cosenza, Reggio Calabria. All'inizio della sua carriera Alécce si era dedicato alla ricerca di una cura per la scarlattina e le bronchiti, malattie per cui all'epoca si rischiava la morte visto che gli antibiotici non erano ancora presenti.
Sono gli anni in cui la farmaceutica inizia a servirsi della chimica e a utilizzare prodotti sintetici specificamente creati per una determinata terapia. Viene inventata l'aspirina, gli antisettici, gli anestetici e gli ipnotici. Così anche la farmacoterapia inizia ad avere bisogno di una organizzazione industriale. In questo contesto, nel 1915, Alécce trasferisce a Roma la sua attività. Nel giugno 1918 fonda il suo laboratorio chimico-farmaceutico: l'Istituto farmacoterapico italiano. Il panorama del settore è inizialmente dominato da aziende tedesche e svizzere, ma dopo la prima guerra mondiale sono abbastanza le realtà italiane che iniziano a occuparsi di chimica farmaceutica. Sul finire degli anni Venti le prospettive migliorano in quanto il regime fascista, nell'ambito del tentativo di modernizzare l'economia italiana, mette in atto una politica di incentivi per le aziende nazionali. Ottenne notevole successo con il medicinale Cachet Fiat. Si apre per il business di Alécci un periodo di crescita florida, soprattutto quando, dopo la seconda Guerra Mondiale, la Germania viene estromessa dal mercato farmaceutico italiano.
Membro della Società italiana di farmacologia, contribuisce alla costituzione dell'Istituto zooterapico italiano, di cui viene eletto consigliere delegato. Negli anni '50 divenne per questo Cavaliere del Lavoro. La sua attività imprenditoriale è stata incredibilmente differenziata, si è occupato anche di agricoltura e bonificando centinaia di ettari delle sue terre in Umbria.
Il 18 aprile 1918 fu iniziato in Massoneria nella Loggia Alto Adige di Roma, dipendente dal Grande Oriente d'Italia, e diventò Maestro il 19 febbraio 1919.